# 樋口公啓

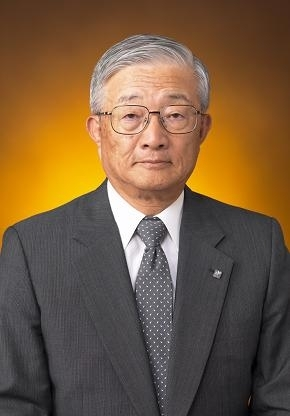
人事院総裁賞選考委員会委員として、人事院が公表した肖像写真

樋口 公啓（ひぐち こうけい、1936年（昭和11年）3月14日 - 2018年（平成30年）10月16日）は、日本の実業家。

## 経歴
鳥取県米子市出身。1960年慶應義塾大学経済学部卒業後、東京海上火災保険株式会社入社。1996年社長､2001年会長､2003年相談役に就任。この間日本損害保険協会会長や日本経済団体連合会副会長等を歴任。その後、ビジネスに見切りをつけ大学院で学びなおす。2005年慶應義塾大学大学院経済学研究科修士課程修了、2011年同後期博士課程修了。2018年10月16日、胆管炎のため死去、82歳没。

## 著書
『山田方谷の思想と藩政改革』明徳出版社、2011年2月